# Kelleythorpe
Kelleythorpe – osada w Anglii, w hrabstwie East Riding of Yorkshire. Leży 29 km na północ od miasta Hull i 277 km na północ od Londynu.